# Fasor

Diagrama fasorial de la impedancia de distintos elementos de un circuito. El fasor rojo es la impedancia total en serie, suma de los otros tres fasores.

Un fasor es una representación gráfica de un número complejo que se utiliza para representar una oscilación, de forma que el fasor suma de varios fasores puede representar la magnitud y fase de la oscilación resultante de la superposición de varias oscilaciones en un proceso de interferencia. 
Los fasores se utilizan directamente en ingeniería eléctrica, óptica, ingeniería de telecomunicaciones y acústica. La longitud del fasor da la amplitud; y el ángulo entre el mismo y el eje-x la fase angular. Debido a las propiedades de la matemática de oscilaciones, en electrónica los fasores se utilizan habitualmente en el análisis rudimentario de circuitos en AC. Finalmente, los fasores pueden ser utilizados para describir el movimiento de un oscilador. Las proyecciones del fasor en los ejes x e y tienen diferentes significados físicos.
Los fasores se usan sobre todo para resolver visualmente problemas del tipo: "existen varias ondas de la misma frecuencia pero fases y amplitudes diferentes interfiriendo en un punto, ¿cual es la intensidad resultante?". Para solventar este problema, se dibuja un fasor para cada una de las oscilaciones en dicho punto y después se aplica la suma fasorial (similar a la suma vectorial) sobre ellos. La longitud del fasor resultante es la amplitud de la oscilación resultante, y su longitud puede elevarse al cuadrado para obtener la intensidad. Nótese que mientras que la suma de varias oscilaciones sinusoidales no es necesariamente otra oscilación sinusoidal, la suma de varias oscilaciones sinusoidales de la misma frecuencia sí lo es, permitiendo leer la fase resultante como el ángulo del fasor resultante.

## Definición

Evolución de dos magnitudes senoidales de la misma frecuencia y de su suma en forma temporal y fasorial.

Una sinusoide u oscilación sinusoidal está definida como una función de la forma 
{\displaystyle y=A\operatorname {sen}(\omega t+\phi )}
donde
- y es la magnitud que varía (oscila) con el tiempo
- {\displaystyle {\phi }} es una constante (en radianes) conocida como el ángulo de fase de la sinusoide
- A es una constante conocida como la amplitud de la sinusoide. Es el valor de pico de la función sinusoidal.
- ω es la frecuencia angular dada por {\displaystyle \omega =2\pi f} donde f es la frecuencia.
- t es el tiempo.

Esto puede ser expresado como
{\displaystyle y=\Im \{A{\big (}\cos {(\omega {}t+\phi )}+i\operatorname {sen} {(\omega t+\phi )}{\big )}\}\,\!}
donde
- i es la unidad imaginaria definida como {\displaystyle i^{2}=-1}. En ingeniería eléctrica y telecomunicaciones se usa "j" en lugar de "i" para evitar las confusiones que se producirían con el mismo símbolo que se usa para designar la intensidad de la corriente eléctrica.
- {\displaystyle \Im (Y)\,\!} da la parte imaginaria del número complejo "Y".

De forma equivalente, según la fórmula de Euler,
{\displaystyle y=\Im (Ae^{i(\omega {}t+\phi )})\,\!}
{\displaystyle y=\Im (Ae^{i\phi }e^{i\omega {}t})\,\!}
La representación del fasor de esta sinusoide, "Y", se define de la forma siguiente:
{\displaystyle Y=Ae^{i\phi }\,}
de forma que
{\displaystyle y=\Im (Ye^{i\omega {}t})\,\!}
Así, el fasor Y es el número complejo constante que contiene la magnitud y fase de la sinusoide. Para simplificar la notación, los fasores se escriben habitualmente en notación angular:
{\displaystyle Y=A\angle \phi \,}
Dentro de la ingeniería eléctrica, el ángulo fase se especifica habitualmente en grados sexagesimales en lugar de en radianes y la magnitud suele ser el valor eficaz en lugar del valor de pico de la sinusoide.

## Aplicaciones

### Leyes de circuitos
Utilizando fasores, las técnicas para resolver circuitos de corriente continua se pueden aplicar para resolver circuitos lineales en corriente alterna. A continuación se indican las leyes básicas.

#### Ley de Ohm para resistores
Una resistencia no produce retrasos en el tiempo, y por tanto no cambia la fase de una señal. Por tanto, la relación {\displaystyle V=I\cdot R} sigue siendo válida.

#### Ley de Ohm para inductores y capacitores
La impedancia compleja Z contiene parte real (R, de la resistencia) y parte imaginaria (X, de la capacidad y la autoinducción) viene dada por la relación {\displaystyle Z=R+jX}, donde j es la unidad imaginaria.
La ley de Ohm para resistencias, bobinas y condensadores es {\displaystyle V=Z\cdot I} donde Z es la impedancia compleja.

#### Leyes de Kirchhoff
Las leyes de Kirchhoff son válidas con fasores en forma compleja.

#### Potencia compleja
En un circuito AC se presenta una potencia activa (P) que es la representación de la potencia media en un circuito y una potencia reactiva (Q) que indica el flujo de potencia atrás y adelante. Se puede definir también la potencia compleja S=P+jQ y la potencia aparente que es la magnitud de S. La ley de la potencia para un circuito AC expresada mediante fasores es entonces S=VI* (donde I* es el complejo conjugado de I).

#### Principio de superposición
Dado esto, se pueden aplicar las técnicas de análisis de circuitos resistivos con fasores para analizar circuitos AC de una sola frecuencia que contienen resistencias, bobinas y condensadores. Los circuitos AC con más de una frecuencia o con formas de oscilación diferentes pueden ser analizados para obtener tensiones y corrientes transformando todas las formas de oscilación en sus componentes sinusoidales y después analizando cada frecuencia por separado. Este método, resultado directo de la aplicación del principio de superposición, no se puede emplear para el cálculo de potencias, ya que éstas no se pueden descomponer linealmente al ser producto de tensiones e intensidades. Sin embargo, sí es válido resolver el circuito mediante métodos de superposición y, una vez obtenidos V e I totales, calcular con ellos la potencia. Esto aplica para señales senoidales en estado estable, esto es, después de que los transitorios han pasado.

### Sistemas de potencia
En el análisis de sistemas de potencia trifásicos en AC, se utiliza el fasor {\displaystyle a=e^{j{\frac {2\pi }{3}}}}como para definir la raíz de un cubo unitario. 

### Máquinas rotatorias
Para el análisis de máquinas rotatorias se utilizan técnicas vectoriales conocidas como fasores espaciales.

## Transformada fasorial
La transformada fasorial o representación fasorial permite cambiar de forma trigonométrica a forma compleja:
{\displaystyle V_{m}e^{j\phi }={\mathcal {P}}\{V_{m}\cos(\omega t+\phi )\}}
donde la notación {\displaystyle {\mathcal {P}}\{X\}} se lee como "transformada fasorial de X" 
La transformada fasorial transfiere la función sinusoidal del dominio del tiempo al dominio de los números complejos o dominio de la frecuencia.

### Transformada fasorial inversa
La transformada fasorial inversa {\displaystyle {\mathcal {P}}^{-1}} permite volver del dominio fasorial al dominio del tiempo.

## Aritmética fasorial
Lo mismo que con otras cantidades complejas, el uso de la forma exponencial polar {\displaystyle Ae^{i\phi }} simplifica las multiplicaciones y divisiones, mientras que la forma cartesiana (rectangular) {\displaystyle a+ib} simplifica las sumas y restas.